# توحيد الصين
توحيد الصين ، والمعروف أيضًا باستعادة توحيد الصين ، هو التوحيد المحتمل للأراضي التي تسيطر عليها حاليًا أو تطالب بها جمهورية الصين الشعبية ( أو "البر الرئيسي للصين") وجمهورية الصين (تايوان حاليا ). تحت مظلة كيان سياسي واحد، بالإضافة الى تشكيل اتحاد سياسي بين الجمهوريتين. إلى جانب استقلال تايوان الكامل ، يعد التوحيد أحد المقترحات الرئيسية لمعالجة المسائل المتعلقة بالوضع السياسي لتايوان ، والذي يعد محورًا هاما للعلاقات عبر المضيق .

## الخلفية
في عام 1895، خسرت أسرة مانشو تشينغ الصينية الحرب الصينية اليابانية الأولى واجبرت على التنازل عن تايوان وبنغهو للإمبراطورية اليابانية بعد ان وقعت على معاهدة شيمونوسيكي . في العام 1912، اُطيح بأسرة تشينغ وخلفتها جمهورية الصين . استنادًا إلى النظرية القائلة بخلافة الدول ، طالبت جمهورية الصين بجميع الاراضي التي كانت تابعة لأسرة تشينغ أبان سقوطها، باستثناء تايوان، التي اعترفت جمهورية الصين بأنها تابعة للإمبراطورية اليابانية في ذلك الوقت. . استطاعت جمهورية الصين على الحصول على اعتراف واسع النطاق باعتبارها الدولة الشرعية الخلف لسلالة تشينغ خلال السنوات التي أعقبت انهيار أسرة تشينغ.[بحاجة لمصدر]</link>
في عام 1945، انتصرت جمهورية الصين بالحرب الصينية اليابانية الثانية ، والتي كانت متداخلة مع الحرب العالمية الثانية ، وسيطرت على تايوان نيابة عن القوى المتحالفة ، بعد استسلام اليابان. شددت جمهورية الصين على الفور بمطالبتها بتايوان باسم " مقاطعة تايوان، جمهورية الصين "، مستندة في مطالبتها إلى إعلان بوتسدام وبيان القاهرة . ابان هذا الوقت تقريبًا، نقضت جمهورية الصين معاهدة شيمونوسيكي، معلنة أنها واحدة من " المعاهدات غير العادلة" العديدة التي فرضت على الصين خلال قرن يطلق عليه قرن الاذلال . في الوقت نفسه، كان حزب الكومينتانغ هو الحزب الذي يتولى سلطة جمهورية الصين، وكان معترفًا به على نطاق واسع كممثل شرعي لجمهورية الصين، بالأخص بسبب تعاون زعيمه شيانج كاي شيك مع القوى المتحالفة.
وبعد انتهاء الحرب الصينية اليابانية الثانية، استؤنفت الحرب الأهلية الصينية، وسرعان ما اكتسب الحزب الشيوعي الصيني ميزة قوية على حزب الكومينتانغ (الذي يحكم جمهورية الصين). في عام 1949، اجلى حزب الكومينتانغ حكومته وجيشه وحوالي 1.2-2 مليون مواطن مخلص إلى تايوان، التي كان يحكمها حزب الكومينتانغ لمدة أربع سنوات فقط في ذلك الوقت وبالعودة إلى الصين الشعبية ، أعلن الحزب الشيوعي الصيني "جمهورية الصين الشعبية"، الأمر الذي أدى فعلياً إلى خلق الصينتين . بعد إنشاء الصينيتين ، سرعان ما بدأت جمهورية الصين الشعبية حرباً دبلوماسية ضد جمهورية الصين في تايوان حول الاعتراف الرسمي بأنها الحكومة الشرعية الوحيدة للصين. في نهاية الامر ، كان النصر في هذه الحرب حليفا لجمهورية الصين الشعبية ، واصبحت هي الممثل الرسمي للصين في الأمم المتحدة في عام 1971، مما أدى إلى طرد جمهورية الصين من هذا المنصب.
ونتيجة لذلك، استمرت جمهورية الصين تحكم تايوان، بيد انها لم تعد معترفًا بها كدولة عضو في الأمم المتحدة . وفي الأعوام الأخيرة، أصبحت العضوية في الأمم المتحدة ب احد الشروط الرئيسية لإقامة الدولة. غالبية الدول ذات الاعتراف المحدود لا تحظى بأي اعتراف على الاطلاق من قبل معظم الحكومات والمنظمات الحكومية الدولية . غير ان جمهورية الصين تمثل حالة فريدة لأنها تمكنت من تحقيق درجة كبيرة من الاعتراف الدولي غير الرسمي ، على الرغم من أن معظم الدول لا تعترف بها بشكل رسمي كدولة ذات سيادة. وسبب ذلك يرجع أساسًا إلى حقيقة أنه تم الاعتراف مسبقا بجمهورية الصين الشعبية باعتبارها الحكومة الشرعية للصين، مما يوفر إطارًا واسعًا للعلاقات الدبلوماسية غير الرسمية التي سيتم إجراؤها بين جمهورية الصين والدول الأخرى.[بحاجة لمصدر]</link>
في السنوات التي خلفت انسحاب جمهورية الصين إلى تايوان، مرت تايوان بالكثير من التحولات والتغيرات الاجتماعية والسياسية والاقتصادية والثقافية المهمة، مما ساهم في تعزيز الشق بين تايوان و جمهورية الصين الشعبية. مما زاد من تفاقم هذا الأمر هو تاريخ تايوان المعقد كمستعمرة للإمبراطورية اليابانية، مما قاد إلى خلق هوية تايوانية فريدة وإرادة استقلال تايوان . أصبحت حركة استقلال تايوان أكثر قوة خلال العقود الأخيرة، وصارت بشكل خاص قوة قابلة للحياة في الجزيرة منذ ان تحولت جمهورية الصين إلى نظام متعدد الأحزاب ، خلال ما أصبح يعرف باسم ديمقراطية تايوان . بسبب هذا الواقع السياسي الجديد، استطاعت الأحزاب ذات التوجه الاستقلالي من السيطرة على الأغلبية في تايوان من خلال الانتخابات .[بحاجة لمصدر]</link>
لم تعترف جمهورية الصين الشعبية ابدا بسيادة تايوان. بل و تؤكد جمهورية الصين الشعبية على أن جمهورية الصين لا وجود لها منذ عام 1949 عندما اعلن عن جمهورية الصين الشعبية. في السياق الرسمي، تشير جمهورية الصين الشعبية إلى الأراضي التي تسيطر عليها تايوان باسم منطقة تايوان ، وإلى حكومة تايوان باسم السلطات التايوانية. تستمر جمهورية الصين الشعبية في مطالبتها بتايوان باعتبارها مقاطعتها الثالثة والعشرين، ولا تزال أراضي فوجيان تحت السيطرة التايوانية كأجزاء من مقاطعة فوجيان . أسست جمهورية الصين الشعبية سياسة الصين الواحدة من أجل ان تكون نواياها واضحة . في عام 2005، أصدرت جمهورية الصين الشعبية قانون مناهضة الانفصال من أجل تثبيط مشاعر استقلال تايوان ومن أجل إضفاء الشرعية على استخدام القوة ضد تايوان، والتي تدعي أنها تندرج تحت تعريف "الصراع الداخلي للصين"، إذا اقتربت تايوان من الاستقلال. .
يعارض غالبية التايوانيين الانضمام إلى جمهورية الصين الشعبية لعدة اسباب ، منها الخوف من فقدان ديمقراطية تايوان، و تدهور حقوق الإنسان ، و كذلك القومية التايوانية . ما يفضله المعارضون هو اما الحفاظ على الوضع الحالي لجمهورية الصين التي تدير تايوان أو السعي إلى استقلال تايوان.  دستور جمهورية الصين ينص على أن أراضيها تشمل البر الرئيسي،  لكن السياسة الرسمية للحكومة التايوانية تعتمد على التحالف الموجود في السلطة حاليًا. موقف تحالف عموم الأزرق ، الذي يضم حزب الكومينتانغ، وحزب الشعب أولاً، والحزب الجديد ، في يتمثل في دمج البر الرئيسي في نهاية المطاف في جمهورية الصين، أما موقف تحالف عموم الخضر ، المكون من الحزب التقدمي الديمقراطي (DPP) ) واتحاد التضامن التايواني ، فهو السعي لتحقيق استقلال كامل لتايوان . 

## التاريخ

### بر الصين الرئيسي
طور مفهوم التوحيد الصيني في السبعينيات كجزء من خطة استراتيجية للحزب الشيوعي الصيني لمعالجة " قضية تايوان " حيث بدأت الصين في تطبيع العلاقات الخارجية مع عدد من الدول (من ضمنها الولايات المتحدة الامريكية و اليابان )

[بحاجة لمصدر أفضل]</link> 1981، أعلن رئيس اللجنة الدائمة لمجلس الشعب يي جيانيينغ عن "السياسات التسع" لموقف الصين بشأن العلاقات عبر المضيق، مع "التوحيد 祖国和平统一 الصيني".</link> ) كالسياسة الأولى.  ووفقا لوكالة أنباء شينخوا، منذ ذلك الحين، تم التأكيد على " دولة واحدة ونظامان " و"إعادة توحيد الصين" في كل مؤتمر وطني للحزب الشيوعي الصيني كمبادئ للتعامل مع هونغ كونغ وماكاو وتايوان . "دولة واحدة ونظامان" يدور على وجه التحديد حول سياسة الصين تجاه هونغ كونغ وماكاو ما بعد الاستعمار، ويدور "توحيد الصين" على وجه التحديد حول تايوان.  وقد عُرض على تايوان أيضًا قرار "دولة واحدة ونظامان".  

### تايوان
لتايوان تاريخ معقد في الخضوع لسيادة قوى أكبر بما في ذلك شركة الهند الشرقية الهولندية ، ومينغ الجنوبيه، وسلالة تشينغ، و كذلك إلامبراطورية اليابانية. أصبحت تايوان أول مرة تحت السيطرة الصينية المباشرة عندما غزتها أسرة تشينغ بقيادة المانشو في عام 1683. 
استمرت الجزيرة تحت سلطة تشينغ حتى عام 1895 عندما تم التنازل عنها لإمبراطورية اليابان بموجب معاهدة شيمونوسيكي. بعد هزيمة قوى المحور في الحرب العالمية الثانية في عام 1945، سيطرت جمهورية الصين بقيادة الكومينتانغ على تايوان.  قاوم بعض التايوانيين حكم جمهورية الصين في السنوات التي أعقبت الحرب العالمية الثانية، بيد ان جمهورية الصين قمعت هذه المقاومة بعنف والتي بلغت ذروتها في حادثة 28 فبراير عام 1947.  مع نهاية الحرب الأهلية الصينية في عام 1950، انفصلت تايوان و الصين عن بعضهما البعض، واصبحت حكومات الجانبين تهدف إلى الاستيلاء العسكري على الطرف الآخر.
إن السرد التحرري الذي يشدد على أهمية وضرورة منطقة الصين الكبرى الموحدة، والتي من المفروض أن تضم تايوان، نشأ في كلا الحزبين حزب الكومينتانغ والحزب الشيوعي الصيني في سنوات الحرب الأهلية ومابعدها. كانت مطالبة الجمهورية الصين الشعبية جزءا من حجة قومية تطالب بالسلامة الاقليمية. في سنوات الحرب الأهلية، زاد الشقاق بين الحركة الشيوعية و جمهورية الصين، التي فقدت منشوريا ، موطن أجداد أباطرة تشينغ، لصالح اليابان في عام 1932. 

#### صعود القومية التايوانية
منذ نهاية الحرب الأهلية الصينية في عام 1950 حتى منتصف السبعينيات، لم يكن مفهوم التوحيد هو الموضوع الرئيسي للخطاب بين حكومتي جمهورية الصين الشعبية وجمهورية الصين. وكان حزب الكومينتانغ يعتقد أنه سوف يتمكن ذات يوم، بمساعدة أميركية، من استعادة السيطرة على البر الرئيسي للصين، في حين ينهار نظام ماو تسي تونغ الشيوعي في انتفاضة شعبية، وسوف يكون هناك ترحيب بقوات الكومينتانغ. 
بحلول سبعينيات القرن الماضي ، أصبحت دكتاتورية الكومينتانغ العسكرية الاستبدادية في تايوان، بقيادة عائلة تشيانغ ، غير قادره على الاستمرار بسبب ازياد شعبية حركة تانغواي وكذلك القومية التايوانية. في العام 1970، نجا شيانغ تشينغ كو ، نائب رئيس الوزراء في ذلك الوقت ، من محاولة اغتيال في مدينة نيويورك على يد تشنغ تزو تساي وبيتر هوانغ ، عضوان في اتحاد الفورموسانيين العالميين من الراغب في الاستقلال . في عام 1976، أرسل وانغ سينغ نان بريدًا مفخخًا إلى حاكم مقاطعة تايوان في ذلك الوقت هسيه تونغ مين ، والذي بدوره أصيب بجروح خطيرة في كلتا يديه بسبب ذلك.  قاد القمع الشديد الذي مارسه حزب الكومينتانغ في حادثة كاوشيونغ ، وتورطهم المزعوم في مذبحة عائلة لين ومقتل تشن ون تشن وهنري ليو ، و كذلك تضحية تشنغ نان جونغ بنفسه، إلى تشجيع المجتمع التايواني على اتخاذ إجراءات سياسية ادت في النهاية لحكم ديموقراطي في تايوان .

#### حكم الأغلبية في تايوان
مع نهاية الحكم المستبد في ثمانينيات القرن الماضي، كان هناك تغيير في السلطة داخل حزب الكومينتانغ بعيدًا عن الزمرة التي رافقت تشيانج إلى تايوان. كسب التايوانيون الذين نشأوا تحت الحكم الياباني، وهم يمثلون أكثر من 85٪ من شريحة السكان، نفوذا اكبر وبدأ حزب الكومينتانغ في الابتعاد عن أيديولوجيته المتمركزة حول التوحيد عبر المضيق. بعد فضيحة مذبحة ليو عام 1987 في يونيو، رفعت الأحكام العرفية أخيرًا في تايوان في 15 يوليو 1987. عقب حركة وايلد ليلي الطلابية ، صرح الرئيس لي تنغ هوي في عام 1991 بأن حكومته لم تعاد معارضة لحكم الحزب الشيوعي الصيني في الصين الشعبية ، مما أدى إلى محادثات سلام شبه رسمية (أدى إلى ما يمكن تسميته بـ " إجماع 1992 ") بين الجانبين. قطعت جمهورية الصين الشعبية هذه المحادثات في عام 1999 عندما وصف الرئيس لي العلاقات مع جمهورية الصين الشعبية بأنها " علاقات خاصة بين دولة ودولة ".
حتى منتصف تسعينيات القرن الماضي، عارض كان انصار التوحيد في تايوان الحزب الشيوعي الصيني بشدة. منذ منتصف التسعينيات، تحسنت العلاقات بين الحزب الشيوعي الصيني ,وانصار الوحدة التايوانية، حيث كانا يعارضان كتلة استقلال تايوان . قاد هذا إلى اتهام أنصار التوحيد بنية بيع تايوان. وردوا قائلين إن توثيق العلاقات مع الصين، وخاصة العلاقات الاقتصادية، يفيد المصالح التايوانية.
عقب الانتخابات الرئاسية لجمهورية الصين عام 2000 ، والتي رفعت مرشح الحزب التقدمي الديمقراطي الميول للاستقلال الرئيس تشين شوي بيان إلى قمة السلطة، واجه حزب الكومينتانغ انشقاقات وانضمامات إلى حزب الشعب أولاً ، تم طرد لي تنغ هوي وأنصاره وأعيد توجيه الحزب نحو حزب الشعب أولاً. توحيد. وفي غضون ذلك نقلت جمهورية الصين الشعبية جهودها الساعية إلى التوحيد بعيدًا عن التهديدات العسكرية (و ان لم تتخلى عنها بالطبع) نحو خلق حوافز اقتصادية مصممة لتشجيع الشركات التايوانية على الاستثمار في الصين الشعبية هادفة إلى خلق مجتمع مؤيد لتايوان. كتلة بكين داخل الناخبين التايوانيين.
داخل تايوان، يميل انصار التوحيد إلى رؤية "الصين الشعبية" ككيان ثقافي أكبر منقسم بسبب الحرب الأهلية الصينية إلى دول أو حكومات منفصلة داخل الدولة. ب علاوة على ذلك، يعتقد الأنصار بأن الهوية التايوانية جزء من الهوية الصينية الأكبر وليست هوية ثقافية منفصلة. وعلى الرغم من ذلك، يعارض الانصار مسح الهوية المتأصلة في الأيديولوجية الشيوعية مثل تلك التي شوهدت خلال الثورة الثقافية ، إلى جانب الجهود المبذولة للتأكيد على الهوية التايوانية منفصلة عن الهوية الصينية. اعتبارًا من انتخاب الرئيس ما ينج جيو عام 2008، وافق حزب الكومينتانغ على مبدأ الصين الواحدة، لكنه عرّفها على أنها بقيادة جمهورية الصين بدلاً من جمهورية الصين الشعبية.

### مقترح "صين واحدة ونظامان".
وفقًا لاقتراح قدم في عام 1995 على يد الأمين العام للحزب الشيوعي الصيني جيانغ تسه مين ، لن يكون لتايوان اي سيادة او حق في تقرير مصيرها ، بيد انها ستحتفظ بقواتها المسلحة وترسل ممثلًا لها ليكون بمثابة الزعيم الثاني في الحكومة المركزية لجمهورية الصين الشعبية. بما يتلاءم مع نهج صين واحدة ونظامان الذي تعتمده كلاً من هونغ كونغ وماكاو.[بحاجة لمصدر]</link> وبالتالي، بموجب هذا الاقتراح، ستصبح جمهورية الصين في عداد الماضي كلياً.[بحاجة لمصدر]</link>
قلة من التايوانيين يدعمون سياسة دولة واحدة ونظامان فيما حاجج بعض انصار التوحيد بالحفاظ على الوضع الراهن الى ان يتحول مستوى الديموقراطية والتصنيع في الصين الشعبية إلى نفس مستوى تايوان. في الانتخابات الرئاسية عام 2000 ، اقترح المرشح المستقل جيمس سونج علاقة مع الصين القارية على نمط الاتحاد الاوروبي (وقد اعاد هسو هسين ليانج هذا الاقتراح في عام 2004) بالإضافة الى معاهدة عدم الاعتداء. في الانتخابات الرئاسية عام 2004 ، اقترح ليان تشان علاقة على تشابههالكونفدرالية . اعترضت بكين على الخطة، مدعية أن تايوان كانت بالفعل جزءًا من الصين، وليست دولة، وبالتالي لا يمكنها تشكيل اتحاد كونفدرالي معها.